# Unité urbaine de Perl (ALL)-Sierck-les-Bains (partie française)
L'unité urbaine de Perl (ALL)-Sierck-les-Bains (partie française) est une unité urbaine française centrée sur les communes d'Apach et de Sierck-les-Bains, dans le département de la Moselle en région Grand Est.

## Données générales
Dans le zonage réalisé par l'Insee en 2010, l'unité urbaine était composée de cinq communes.
Dans le nouveau zonage réalisé en 2020, elle est composée des cinq mêmes communes.
En 2022, avec 4 865 habitants, elle représente la 17e unité urbaine du département de la Moselle.

## Composition de l'unité urbaine en 2020
Elle est composée des cinq communes suivantes :
| Nom              | Code Insee | Département | Statut       | Superficie (km2) | Population (dernière pop. légale) | Densité (hab./km2) | Modifier                                    |
| ---------------- | ---------- | ----------- | ------------ | ---------------- | --------------------------------- | ------------------ | ------------------------------------------- |
| Apach            | 57026      | Moselle     | ville-centre | 3,35             | 1 072 (2022)                      | 320                | modifier les données · modifier les données |
| Sierck-les-Bains | 57650      | Moselle     | ville-centre | 4,80             | 1 769 (2022)                      | 369                | modifier les données · modifier les données |
| Contz-les-Bains  | 57152      | Moselle     | banlieue     | 3,19             | 524 (2022)                        | 164                | modifier les données · modifier les données |
| Rettel           | 57576      | Moselle     | banlieue     | 6,89             | 849 (2022)                        | 123                | modifier les données · modifier les données |
| Rustroff         | 57604      | Moselle     | banlieue     | 3,23             | 651 (2022)                        | 202                | modifier les données · modifier les données |

## Évolution démographique
| 1968  | 1975  | 1982  | 1990  | 1999  | 2008  | 2013  | 2019  |
| ----- | ----- | ----- | ----- | ----- | ----- | ----- | ----- |
| 3 942 | 3 981 | 4 011 | 4 259 | 4 333 | 4 468 | 4 465 | 4 750 |

#### Données générales
- Unité urbaine
- Aire d'attraction d'une ville
- Aire urbaine (France)
- Liste des unités urbaines de France

#### Données démographiques en rapport avec l'unité urbaine de Perl (ALL)-Sierck-les-Bains (partie française)
- Aire d'attraction de Luxembourg (partie française)
- Arrondissement de Thionville

#### Données démographiques en rapport avec la Moselle
- Démographie de la Moselle